# パウリーニョ・ダ・コスタ
パウリーニョ・ダ・コスタ（Paulinho da Costa、本名:Paulo Roberto da Costa、1948年5月31日 - ）は、ブラジル、リオデジャネイロ出身のパーカッショニスト。アメリカに移ってからはカリフォルニア州ロサンゼルスを中心に活動している。
様々な分野で活動し、千回を越す演奏数を誇る。日本の演奏家とも共演している。

## ディスコグラフィ

### アルバム
- 『アゴーラ』 - Agora (1977年、Pablo)
- 『コルコヴァード』 - Tudo Bem! (1978年、Pablo) ※with ジョー・パス
- 『ハッピー・ピープル』 - Happy People (1979年、Pablo)
- Paulinho da Costa (1984年、Globo)
- 『サマー・シルエット』 - Sunrise (1984年、Pablo) ※日本では「L.A.ザ・セッション」名義
- 『ブレイクダウン』 - Breakdown (1991年、A&M)